# 游浩
游浩（1430年—？），字盛如，江西南昌府豐城縣人，明朝政治人物。進士出身。

## 生平
江西鄉試第一百二十六名。天順元年（1457年）丁丑科會試第一百四十二名，殿試登進士第二甲第七十四名。

## 家族
曾祖游庭侃。祖父游時憶。父亲游希齊。